# آدنیلسون
آدنیلسون (انگلیسی: Adenilson؛ زادهٔ ۹ مارس ۱۹۹۲) بازیکن فوتبال اهل برزیل است.
از باشگاه‌هایی که در آن بازی کرده‌است می‌توان به باشگاه ورزشی فورتالزا اشاره کرد.